# Robert van Torigni
Robert van Torigni (Torigni-sur-Vire, 1106 - Le Bec-Hellouin. 24 juni 1186) was een Franse abt en kroniekschrijver uit de twaalfde eeuw.

## Biografie
Robert van Torigni werd waarschijnlijk in een aristocratische familie geboren in Torigni-sur-Vire. In 1128 trad hij als monnik in bij de abdij van Bec en in 1149 werd hij daar prior toen Roger de Bailleul de abt van het klooster werd. Vijf jaar later werd hij benoemd tot abt van de abdij van Mont Saint-Michel. In 1161 was hij aanwezig bij de doop Eleonora van Engeland, het zesde kind van Hendrik II van Engeland, als peetvader van het kind. Twee jaar later ondernam hij een reis naar Rome. In juni 1186 overleed Robert van Torigni en werd hij begraven in het schip van de kerk van Mont Saint-Michel.

## Werken
Hij is voornamelijk bekend als de laatste schrijver van de kroniek Gesta Normannorum Ducum, een kroniek over de daden van de Normandische hertogen die oorspronkelijk gestart is door Willem van Jumièges. Dat later werd voortgezet door Ordericus Vitalis en Robert van Torigni. Hij voegde de daden van Hendrik I van Engeland aan het werk toe.